# Gorge (Tochter des Oineus)
Gorge (altgriechisch Γόργη Górgē) ist in der griechischen Mythologie eines der sieben Kinder von Althaia und Oineus. Ihre Geschwister sind Toxeus, Klymenos, Meleagros, Perimede, Deianeira und Thyreus.
Sie ist verheiratet mit Andraimon, dem Gründer der Stadt Amphissa.  Ihr Sohn Thoas ist der Anführer der Aitoler im Trojanischen Krieg.